# Стейпелс (Техас)
Стейпелс (англ. Staples) — місто (англ. city) в США, в окрузі Гвадалупе штату Техас. Населення — 193 особи (2020).

## Географія
Стейпелс розташований за координатами 29°45′35″ пн. ш. 97°49′26″ зх. д. / 29.75972° пн. ш. 97.82389° зх. д. (29.759792, -97.823821).  За даними Бюро перепису населення США в 2010 році місто мало площу 3,89 км², з яких 3,88 км² — суходіл та 0,01 км² — водойми.

## Демографія
Згідно з переписом 2010 року, у місті мешкало 267 осіб у 112 домогосподарствах у складі 74 родин. Густота населення становила 69 осіб/км².  Було 121 помешкання (31/км²).
Расовий склад населення:
| - 85,4 % — білих - 1,9 % — вихідців з тихоокеанських островів - 0,7 % — чорних або афроамериканців - 11,6 % — осіб інших рас |

До двох чи більше рас належало 0,4 %. Частка іспаномовних становила 41,6 % від усіх жителів.
За віковим діапазоном населення розподілялося таким чином: 18,4 % — особи молодші 18 років, 59,9 % — особи у віці 18—64 років, 21,7 % — особи у віці 65 років та старші. Медіана віку мешканця становила 50,1 року. На 100 осіб жіночої статі у місті припадало 97,8 чоловіків;  на 100 жінок у віці від 18 років та старших — 100,0 чоловіків також старших 18 років.
Середній дохід на одне домашнє господарство  становив 58 095 доларів США (медіана — 42 857), а середній дохід на одну сім'ю — 66 427 доларів (медіана — 55 625). За межею бідності перебувало 20,8 % осіб, у тому числі 0,0 % дітей у віці до 18 років та 0,0 % осіб у віці 65 років та старших.
Цивільне працевлаштоване населення становило 184 особи. Основні галузі зайнятості: мистецтво, розваги та відпочинок — 28,3 %, освіта, охорона здоров'я та соціальна допомога — 16,3 %, роздрібна торгівля — 14,7 %.